# Byl jednou jeden Belgičan
Byl jednou jeden Belgičan (v originále Il était une fois, une fois) je francouzský hraný film z roku 2012, který režíroval Christian Merret-Palmair. Snímek měl světovou premiéru dne 19. ledna 2012.

## Děj
Willy Vanderbrook se uchází o místo vrátného v luxusním pařížském hotelu. Jeho žádost je však zamítnuta, protože je příliš belgický. Rozhodne se pomstít manažerům hotelu tím, že bude předstírat, že je belgický princ. Pozve několik přátel a uspořádá večírek za více než 100 000 euro. Sám se však stane obětí podvodnice, která ho omámí a pořídí kompromitující fotografie. Jenže druhého dne zjistí, že se nejedná o člena královské rodiny. Nabídne mu, aby spolu ukradli sadu šperků, když se budou opět vydávat za belgický královský pár během obřadu, který se koná o pět dní později.

## Obsazení
| François-Xavier Demaison | Willy Vanderbroek / princ Ludvík Belgický      |
| Anne Marivin             | Jessica / Cécile Morin / princezna Madeleine   |
| Charlie Dupont           | Serge Luyperts                                 |
| Jean-Luc Couchard        | Frank Vrut                                     |
| Abdelhafid Metalsi       | Brahim                                         |
| Didier Flamand           | Detarnaud, ředitel hotelu Westin Paris Vendôme |
| Philippe Hérisson        | Paul Bertin, hotelový vrátný                   |
| Xavier Lemaître          | Henri-Louis Vuiret, ředitel vnějších vztahů    |
| Stéphan Wojtowicz        | Michel Meriac, šéfkuchař hotelu                |
| Jonathan Cohen           | personální ředitel                             |
| Camille Cottin           | matka Juliette                                 |
| Stéphane Bern            | sám sebe                                       |
| Sandrine Quétier         | sama sebe                                      |